# Przylądek Colbecka
Przylądek Colbecka (ang. Cape Colbeck) – przylądek położony na północno-zachodnim krańcu Półwyspu Edwarda VII, nad Morzem Rossa. Został odkryty w styczniu 1902 roku przez członków ekspedycji Discovery i nazwany na cześć porucznika Williama Colbecka, dowódcy statku ratunkowego Morning.